# Emine Bozkurt
Emine Bozkurt (Zaandam, 9 augustus 1967) is een Nederlands politica namens de Partij van de Arbeid.

## Levensloop
Bozkurt studeerde Europese studies aan de Universiteit van Amsterdam. Zij werd bij de verkiezingen van juni 2004 met voorkeurstemmen gekozen in het Europees Parlement, en herkozen bij de verkiezingen in 2009. Eerder was zij onder meer werkzaam bij de Nederlandse Moslim Omroep (NMO) en het Rathenau Instituut. Bozkurt was actief in de politieke vernieuwingsbeweging Niet Nix. Na de opheffing daarvan in 1999 vervulde ze verschillende functies in de organisatie van de PvdA. Ze schrijft met enige regelmaat columns voor Tijdschrift LOVER.
Bij de Europese Parlementsverkiezingen van 2014 was Bozkurt niet herkiesbaar.

#### Europees Parlement
Bozkurt was actief in de volgende commissies:
- Commissie voor Burgerlijke vrijheden, justitie en binnenlandse zaken (2009 - heden)
- Commissie voor Vrouwenrechten en gendergelijkheid (2004 - heden)
- Plaatsvervangend lid Commissie voor Buitenlandse zaken (2009 - heden)
- Bijzondere Commissie voor de Bestrijding van georganiseerde misdaad, corruptie en witwassen (2009 - heden)
- Voorzitter van de Delegatie voor betrekkingen met landen in Midden-Amerika (2009 - heden)

In juli 2005 diende ze een rapport in over vrouwenrechten in Turkije. Ze constateerde dat de Turkse regering forse inspanningen heeft geleverd om in de wetgeving gelijke rechten voor mannen en vrouwen af te dwingen, maar dat in de praktijk vrouwenrechten nog niet worden gerespecteerd.